# Караччоло, Франциск
Святой Франциск (Франческо) Караччоло (итал. Francesco Caracciolo), в миру Асканио Караччоло (итал. Ascanio Caracciolo, 13 октября 1563, Вилла-Санта-Мария, Абруцци — 4 июня 1608[…], Аньоне, Молизе) — итальянский католический пресвитер, сооснователь ордена меньших регулярных клириков (лат. Ordo Clericorum Regularium Minorum) вместе с Джованни Агостино Адорно и Фабрицио Караччоло.

## Биография
Родился в Вилла-Санта-Мария, Абруццо, в то время Неаполитанское королевство. Он принадлежал к ветви дворянского рода Караччоло. в возрасте двадцати двух лет подхватил некое кожное заболевание, которое в те дни называли «проказой». Находясь при смерти, он дал обет, что, если выживет, проведёт остаток своей жизни в служении Богу. Он поправился настолько быстро, что это сочли чудом. После этого он отправился в Неаполь в учиться в семинарии.
В 1588 году по ошибке получил письмо Джованни Агостино Адорно из Генуи к некоему Фабрицио Караччоло с просьбой помочь основать новый религиозный институт. Увидев в этом промысел Божий, он принял участие в составлении устава новой конгрегации — Ордена меньших регулярных клириков, — которая была одобрена папой Сикстом V в 1588 году, утверждена папой Григорием XIV в 1591 году и повторно утверждена папой Климентом VIII в 1592 году. Орден отличался значительной строгостью. Было решено, что каждый день один из братьев должен поститься на хлебе и воде, другой — принимать епитимью, а третий — носить власяницу. Позже (под руководством Караччоло) каждый должен был проводить час в день в молитве перед Святым Таинством.
В апреле 1589 года принёс монашеские обеты и взял религиозное имя Франциск в честь Франциска Ассизского. Рукоположен в сан священника в июне или сентябре 1590 года.
Главный основатель ордена, Джованни Адорно, умер в начале 1593 года, и Франциск Караччоло был избран генеральным настоятелем в марте того же года. Папа Сикст V выделил конгрегации первую обитель. Даже в качестве настоятеля ордена он сам выполнял ежедневные обязанности: подметал полы, застилал кровати и мыл посуду. Будучи священником, Франциск проводил много часов в исповедальне. Он также просил милостыню на улицах для бедных и раздал бо́льшую часть своего имущества нуждающимся. Совершил три путешествия в Испанию, чтобы основать обители своего ордена: в Мадриде в 1599 года, и в Вальядолиде и Алькале в 1601 году.
Пробыв генеральным настоятелем семь лет, Франциск получил разрешение папы Климента VIII уйти в отставку по состоянию здоровья. Был назначен приором Санта-Мария-Маджоре и наставником послушников. Продолжал читать проповеди и выслушивать исповеди; его прозвали «Проповедником любви к Богу». Якобы исцелил многих болящих с помощью крестного знамения. В 1608 году Караччоло перебрался в Аньоне, чтобы основать там обитель, но он умер в возрасте сорока четырёх лет, так и не успев осуществить свою мечту.
Орден меньших регулярных клириков существует до сих пор. По состоянию на 2018 год в нём состоял 171 монах (87 священников).

## Почитание
Беатифицирован 4 июня 1769 года папой Климентом XIV, канонизирован 24 мая 1807 года папой Пием VII.
В 1838 году он избран святым покровителем Неаполя, где покоится его тело. Сначала он был похоронен в базилике Санта-Мария-Маджоре, но впоследствии его останки были перенесены в церковь Санта-Мария-ди-Монтеверджинелла. Также покровительствует итальянским поварам.
День памяти — 4 июня.